# تيد ليونارد (مغني)
تيد ليونارد (بالإنجليزية: Ted Leonard)‏ هو مغني أمريكي، ولد في 22 سبتمبر 1971 في أركاديا في الولايات المتحدة.

## وصلات خارجية
- تيد ليونارد على موقع ميوزك برينز (الإنجليزية)
- تيد ليونارد على موقع أول ميوزيك (الإنجليزية)
- تيد ليونارد على موقع ديسكوغز (الإنجليزية)